# Nicolas Ragni
Nicolas Ragni est un réalisateur, scénariste et comédien français, né le 23 août 1979 en France.

## Biographie
Nicolas Ragni grandit dans le sud de la France et s'intéresse tôt à l'écriture et à la réalisation[réf. nécessaire].
Il sort diplômé du Conservatoire libre du cinéma français en 2001, où il réalise son premier court métrage Nous ne sommes pas des saints. Il réalise en 2005 le court métrage Câline (mais cruelle) pour lequel il recevra des mains du Président du Jury Claude Miller le 1er prix du Festival Paris Dauphine, décerné à l'unanimité[réf. nécessaire]. Le film recevra pas moins de 15 prix en festivalset sera diffusé sur Canal+.
En 2009, il écrit et réalise la série télévisée Nous ne sommes pas des saints, diffusée sur la chaîne Comédie! et Canal+, dans laquelle il joue également .
Au théâtre, il joue et met en scène plusieurs pièces dont la comédie Tout baigne !qui est diffusée sur France Télévisions[réf. nécessaire]. Il jouera également dans les pièces Un petit jeu sans conséquence au Théâtre du Petit Hébertot, Ils ont cousu le cheval dans les rideaux au Café de la Gare, 10 ans de mariage d'Alil Vardar à la Grande Comédie[réf. nécessaire].
Nicolas Ragni est connu pour prêter régulièrement sa voix à la télévision, pour des films documentaires, des émissions de divertissement, etc. Il travaille un temps avec l'humoriste Jérémy Ferrari (Répondez-lui, On n'demande qu'à en rire)[réf. nécessaire].
En 2016, Nicolas Ragni cosigne le scénario du film Les Têtes de l'emploi réalisé par Alexandre Charlot et Franck Magnier, avec au casting Franck Dubosc, Elsa Zylberstein et François-Xavier Demaison.
Il réalise également des clips musicaux, principalement de rock et des programmes courts pour la télévision. Il réalise en 2017 le clip Kammthaar pour le groupe Ultra Vomit qui rencontre un énorme succès et comptabilise en peu de temps des millions de vues ,.
Il sort en 2025 un premier livre intitulé Noir, sans sucre.

## Publication

### Livre
- 2025 : Noir, sans sucre, éditions Librinova

## Filmographie

### Scénariste, auteur et réalisateur

#### Cinéma
- 1999 : Pour le meilleur et pour le pire (court métrage)
- 2001 : Nous ne sommes pas des Saints (court métrage)
- 2005 : Câline (mais cruelle) (a obtenu 15 prix en festivals dont le Prix du Jury à l'unanimité au festival Libre Court de Paris Dauphine en 2005 et remis par le réalisateur Claude Miller.[réf. nécessaire])
- 2016 : Les Têtes de l'emploi long métrage avec Franck Dubosc, Elsa Zylberstein, François-Xavier Demaison, coécrit avec Charles Hudon - Récifilms et JS Production

#### Télévision
- 2003 : Play (tv)
- 2004 : L'Atelier fantôme (Kiemsa) (clip)
- 2004 : L'Affût de la fin (Clone Inc.) (clip)
- 2005 : Coup de théâtre (tv)
- 2006 : Morning Cafe - Répondez-lui... programme court avec Jérémy Ferrari diffusé sur M6
- 2006 : Orange Duck (Kiemsa), avec Pascal Légitimus, Daniel Russo... (clip)
- 2007 : Nous les restaurateurs, Christophe Moulin (clip)
- 2007 : Tout baigne !, pièce de Pascal Elbé, diffusée sur France Télévisions (spectacle)
- 2007 : Nous ne sommes pas des saints (série de formats courts)
- 2009 : Nous ne sommes pas des saints (série télévisée)
- 2011 : On n'demande qu'à en rire, France 2
- 2012 : Chope-la ! avec Pascal Provost, Delphine Depardieu, Alexandre Pesle... (clip)
- 2012 : T'as du feu ? créée par Olivier Baroux, écrite par Nicolas Ragni et réalisée par Philippe Lefebvre (série)
- 2013 : Hallelujah Bordel ! Jérémy Ferrari, co-réalisation du spectacle (édition DVD et diffusions sur D8, D17, Comédie+...) (spectacle et sketches)
- 2016 : Cali, réalisé par Nicolas Ragni
- 2017 : Kammthaar, réalisé par Nicolas Ragni, clip du groupe de rock Ultra Vomit
- 2018 : Evier Metal, scénario du clip du groupe de rock Ultra Vomit[6]
- 2021 : Acheter un œil, clip du groupe de rock Parpaing Papier[8]

### Acteur

#### Cinéma
- 2002 : On parle business de Gérard Manjoué (court métrage)
- 2005 : Le Bidon de la langouste de Claude Girard (court métrage)
- 2011 : James Murdock d'Éric Vromont (court métrage)
- 2014 : Our Guardians d'Igor Simic (court métrage)

## Théâtre
- 1997 : Le Tombeur de Robert Lamoureux, mise en scène Nicolas Ragni
- 1998 : Viens voir les comédiens, mise en scène Jean-Claude Bellinzona
- 1999 : Phèdre (à repasser) de Pierre Dac, mise en scène Jean-Claude Bellinzona
- 1999 - 2000 : Tout baigne! de Pascal Elbé, mise en scène Jean-Claude Bellinzona
- 2004 : Cuisine et dépendances d'Agnès Jaoui et Jean-Pierre Bacri, mise en scène Nicolas Ragni, théâtre de Ménilmontant
- 2005 - 2007 : Tout baigne ! de Pascal Elbé, Roland Marchisio, Aude Thirion, Marie-Isabelle Massot, mise en scène Nicolas Ragni, théâtre le Temple, Grande Comédie, théâtre de Ménilmontant, théâtre le Paris (Avignon)
- 2010 : Ils ont cousu le cheval dans les rideaux de Nan et Jacky Sigaux, mise en scène Jacky Sigaux, au Café de la Gare
- 2011 : Un conte d'enfer de Vincent Varinier, mise en scène Judith d'Aleazzo, théâtre Les Feux de la Rampe
- 2011 : Un petit jeu sans conséquence de Jean Dell et Gérald Sibleyras, mise en scène Amar Moustefaoui, théâtre du Petit Hébertot, théâtre le Méry et Comédie Saint-Michel
- 2012 : Tu penses vraiment qu'à ça ! de Vincent Varinier, mise en scène de Laure Trégouët, théâtre le Temple
- 2012 : Mais n'te promène donc pas toute nue de Georges Feydeau et Les Boulingrin de Georges Courteline, mise en scène Amar Mostefaoui (tournée)
- 2012 - 2013 : A vies contraires ! de Julien Roullé-Neuville, mise en scène Christine Hadida, à Paris, à Avignon et en tournée
- 2014 : Le Carton de Clément Michel, mise en scène d'Éric Hénon
- 2014 : La Gueule de l'emploi de Serge da Silva, mise en scène de Maxime Lepelletier [9]
- 2015 - 2016 : 10 ans de mariage de Alil Vardar, mise en scène de Roger Louret
- 2017 - 2019 : Libéré(e) divorcé(e) de Sacha Judaszko et Sophie Depooter [9]
- 2022 - 2023 : Les femmes ont toujours raison de Sacha Judaszko et Sophie Depooter

### Télévision
- 2003 : Play
- 2005 : Coup de théâtre
- 2007 : Historix, série de Vincent Varinier
- 2007 : Tout baigne !, pièce de Pascal Elbé, diffusée sur France Télévisions
- 2007 : Nous ne sommes pas des saints, série de formats courts de Nicolas Ragni
- 2009 : Nous ne sommes pas des saints, série télévisée de Nicolas Ragni
- 2010 : Quai des brutes, pilote d'une série de formats courts de Erwan le Gac et Nicolas Trempcourt
- 2012 : T'as du feu ?, série créée par Olivier Baroux, écrite par Nicolas Ragni et réalisée par Philippe Lefebvre (rôle : Liquidationtotal)
- 2017 : Frères des arbres, film documentaire réalisé par Marc Dozier et Luc Marescot - Voix du narrateur (diffusé sur Arte et édité en DVD)
- 2023 : Gardiens de la forêt, film documentaire réalisé par Marc Dozier - Voix du narrateur (diffusé sur Arte)

### Voix off télévision, radio, films et documentaires
- Nicolas Ragni prête fréquemment sa voix pour des bandes annonces cinéma, de nombreux spots télé et radio (Quick, Mondial Pare-brise, les bonbons Têtes Brûlées, Macif, Flunch, Audika, Transavia, Unibet, Bexley, Sader, etc.) ainsi que des documentaires (Barbarians Planète+, Taste hunters, les explorateurs du goût Ushuaia Tv, Echo-Logis France 5 et TV5 Monde, Supernature Planète+, Au cœur des tempêtes...).
- 2018 : Il prête sa voix au film documentaire Frères des arbres de Mundiya Kepanga réalisé par Marc Dozier diffusé sur Arte.
- 2019-2021 : Il est la voix de l'émission La Chanson Challenge, diffusée sur TF1.
- 2020 : Il est la voix de l'émission La Playlist des années 2000 : confidences de stars, diffusée sur TMC.
- 2020-2023 : Il est la voix de plusieurs émissions diffusées sur France Télévision consacrées à Johnny Hallyday, Céline Dion, Renaud... Il prête également sa voix à l'émission Les Enfoirés.

### Publicité, discographie, divers
- 2009 : Kiemsa (album Délices) - Voix
- 2012 : Les Experts de Bacchus - application interactive pour Ipad - Voix
- Publicités télé et radio : Têtes brûlées, Quick, Astre, Hesperide, Flunch, Transavia.com...
- 2014 : Audika (spot Tv)
- 2016 : Yvelines (spot Tv et cinéma), Direct Énergie (spot Tv)

## Distinctions
- 2005 : Prix du Jury du Festival Libre Court décerné à l'unanimité et remis par le président du jury Claude Miller pour Câline, mais cruelle (court métrage)
- 2005 : 1er prix & Prix d'honneur au Festival du court métrage Le Francilien pour Câline, mais cruelle (court métrage)
- 2006 : Prix du meilleur montage au Festival de Bisccheim pour Câline, mais cruelle (court métrage)
- 2018 : Prix du meilleur clip (Clip d'ici 2018) au Festival Premier Plan d'Angers décerné au clip Kammthaar (groupe Ultra Vomit) réalisé par Nicolas Ragni